# 向舉
向舉（？—？），蜀漢青衣侯。

## 生平
建安二十五年（公元220年），曹丕篡漢。向舉與何宗、議郎陽泉侯劉豹、偏將軍張裔、黃權、大司馬屬殷純、益州別駕從事趙莋、治中從事楊洪、議曹從事杜瓊、勸學從事張爽、尹默、譙周等勸劉備稱帝，《華陽國志》贊向舉為一時表率，勸進表名列第二。

## 同僚
- 劉豹，故議郎陽泉侯
- 向舉，青衣侯
- 張裔，偏將軍
- 黃權，偏將軍
- 殷純，大司馬屬
- 趙莋，原益州牧刘璋手下巴郡太守，后为益州別駕從事，《三国演义》作赵祚
- 楊洪，益州治中從事
- 何宗，益州從事祭酒
- 杜瓊，益州議曹從事
- 張爽，益州勸學從事
- 尹默，益州勸學從事
- 譙周，益州勸學從事